# Karl Keller (Ingenieur)

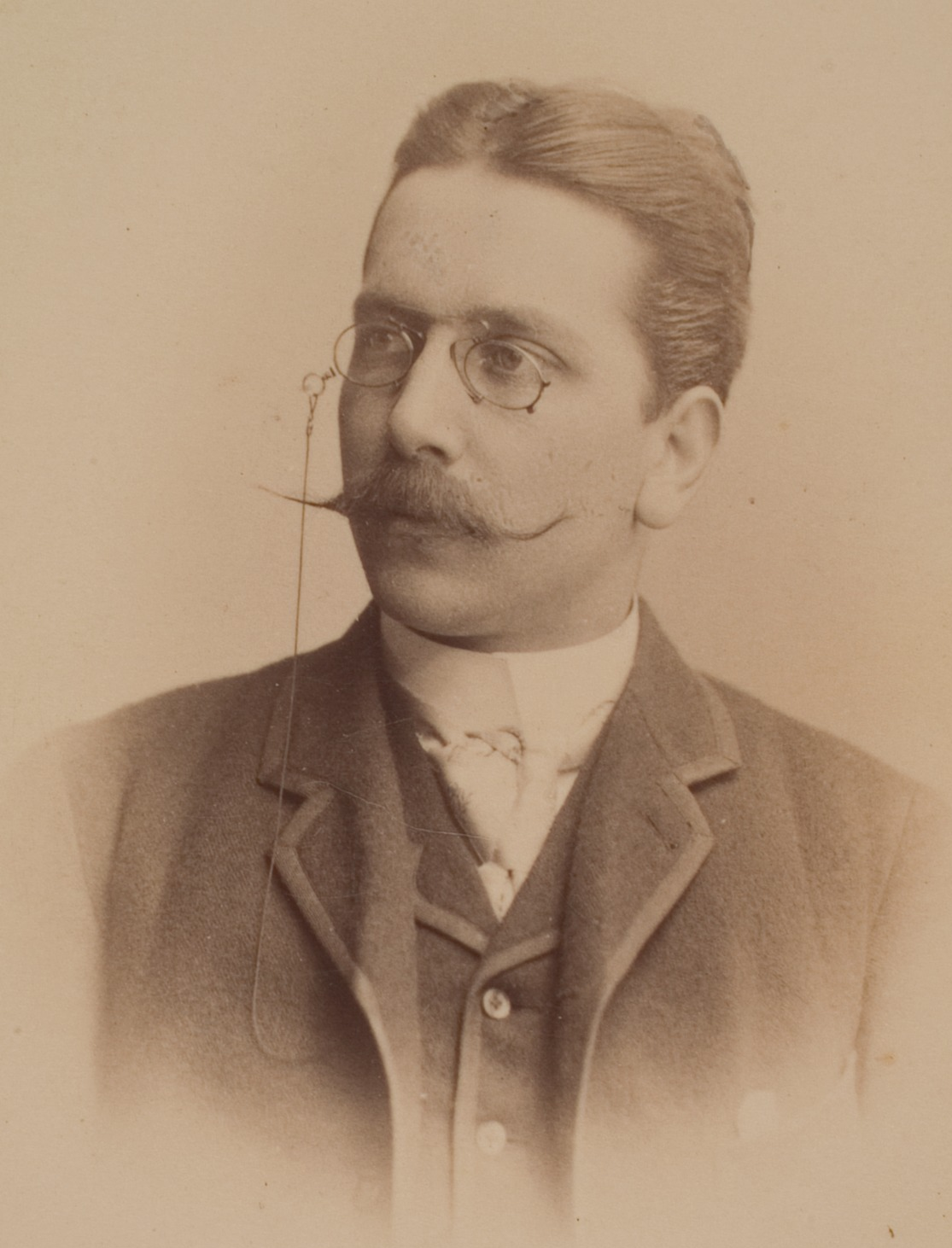
Karl Keller

Karl Keller, auch in der Schreibweise Carl Keller (* 25. April 1839 in München; † 3. November 1928 ebenda), war ein deutscher Ingenieur, Maschinenbaumechaniker sowie Hochschullehrer.

## Leben
Karl Keller, Sohn des Johann Nepomuk Keller, widmete sich nach abgelegtem Abitur zunächst dem Studium der Naturwissenschaften an der Ludwig-Maximilians-Universität München, anschließend jenem des Maschinenbaus an der TH Karlsruhe. Nach dem Studienende absolvierte Keller ein einjähriges Praktikum, bevor er eine Ingenieursstelle in der Lokomotiv- und Maschinenfabrik J. A. Maffei in München antrat.
Nachdem Karl Keller 1864 die Lehramtsprüfung für Polytechnische Schulen bestanden hatte, wurde ihm 1868 eine Assistenzstelle an der TH Karlsruhe übertragen, im Folgejahr wurde er dort zum ordentlichen Professor für Maschinenbau befördert. In den Jahren 1872 bis 1880 hielt er daneben Vorlesungen über landwirtschaftlichen Maschinenbau an der Ruprecht-Karls-Universität Heidelberg. Darüber hinaus übte Keller von 1886 bis zu seiner Emeritierung das Amt des Sachverständigen der Landesfeuerwehr-Unterstützungskasse aus. Er war 1871 dem Verein Deutscher Ingenieure (VDI) beigetreten.
Der durch ein Ehrendoktorat der Universität Padua gewürdigte Karl Keller publizierte unter anderem das mehrfach aufgelegte Handbuch „Berechnung und Konstruktion der Triebwerke: Eine Konstruktionslehre für den Maschinenbau“, erstmals erschienen 1874 im Bassermann Verlag.

## Weitere Publikationen
- Der Charakter der technischen Umwälzungen des 19. Jahrhunderts: Festrede bei dem feierlichen Akte des Direktorats-Wechsels an der Grossherzoglich Badischen Technischen Hochschule zu Karlsruhe am 22. Oktober 1892, Braun, 1892
- Ferdinand Redtenbacher, als Begründer der Maschinenwissenschaft, 1892